# O Livro dos Médiuns
O Livro dos Médiuns, ou Guia dos Médiuns e dos Evocadores (em língua francesa Le Livre des Médiums), é um livro espírita francês. De autoria de Allan Kardec, foi publicado em Paris em janeiro de 1861. É uma das obras básicas do espiritismo.
Versa sobre o caráter experimental e investigativo da doutrina espírita, visto como ferramenta teórico-metodológica para se compreender uma "nova ordem de fenômenos", até então jamais considerada pelo conhecimento científico: os fenômenos ditos espíritas ou mediúnicos, que teriam como causa a intervenção de espíritos na realidade física.

## História
As primeiras investigações de Kardec tinham por foco um fenômeno bastante comum em meados do século XIX, na Europa e nos Estados Unidos: o das chamadas mesas girantes ou dança das mesas, em que certa quantidade de pessoas se reuniam em torno de mesas para se entreter com deslocamentos insólitos e aparentemente involuntários realizados por esses móveis. Apesar do nome, era comum, segundo diversos relatos da época, a ocorrência de fenômenos semelhantes com objetos variados.
Após dois anos de investigação, Kardec se viu particularmente convencido da hipótese mediúnica como a forma mais consistente de explicar certas ocorrências de movimentação espontânea de objetos. Isso porque, para além dos simples deslocamentos aleatórios, perfeitamente atribuíveis a causas naturais, Kardec catalogou o que denominava manifestações inteligentes, ou seja, movimentos que recorriam a sistemas simbólicos para estabelecer um canal de comunicação com um entrevistador. Alguém fazia uma pergunta e estabelecia critérios como "uma batida para sim, duas para não", e, em certos casos, um interrogatório feito à exaustão obtinha sucessivas respostas corretas. Com o tempo esse método de comunicação foi sendo depurado, passando pelo uso de um lápis amarrado a um cesto em cuja borda um ou mais médiuns colocavam seus dedos, até chegar à moderna técnica da psicografia.
Assim, Kardec se empenhou em fazer um estudo analítico das diversas modalidades de comunicação estabelecidas entre homens e espíritos, que resultou em O Livro dos Médiuns.